# Annette (film)
Annette – francusko-belgijsko-niemiecki muzyczny dramat filmowy z 2021 roku w reżyserii Leosa Caraxa, ze scenariuszem Rona Maela i Russella Maela.

## Fabuła
Fabuła opowiada o słynnym komiku (Adam Driver) i jego żonie, śpiewaczce operowej (Marion Cotillard). Stanowią oni szczęśliwą parę. Ich życie odmieniają narodziny pierwszego dziecka, Annette, dziewczynki o wyjątkowym darze.  

## Odbiór
Premiera kinowa Annette we Francji odbyła się 7 lipca 2021, dzień po premierze jako film otwierający na 74. MFF w Cannes. Film uzyskał w większości pozytywne oceny. 

## Obsada
- Adam Driver jako Henry McHenry
- Marion Cotillard jako Ann Defrasnoux
- Simon Helberg jako akompaniator
- Devyn McDowell jako Annette w więzieniu
- Angèle jako członkini „Six Women”
- Rebecca Dyson-Smith jako fotograf